# Хайнрих V фон Лихтенщайн
Хайнрих V фон Лихтенщайн (на немски: Heinrich V von Liechtenstein; † пр. 1418) е австрийски благородниик от род Лихтенщайн, господар на замък Лихтенщайн в Долна Австрия, австрийски дворцов майстер.

## Произход
Той е син на Хартнайд III 'Стари' фон Лихтенщайн († 1386) и съпругата му Анна фон Щернберг († 1376). Брат е на Матиас († 1399), Йохан II († ок. 1412) и на кардинал Георг III фон Лихтенщайн († 1419, убит), епископ на Тренто (1390 – 1419). Внук е на Хартнид фон Лихтенщайн и Агнес Хайнцел († 1353). Правнук е на Хайнрих фон Лихтеншайн цу Николсбург и Петриса фон Целкинг († 1318). Потомък е на Хайнрих фон Лихтенщайн († 1266), който е тясно свързан с херцог Отокар Пршемисъл и на 14 януари 1249 г. получава от него подарък замък Николсбург в Южна Моравия.

## Фамилия
Първи брак: с Доротея фон Екщау. Бракът е бездетен.
Втори брак: през 1414 г. с Анна фон Целкинг († сл. 14 октомври 1441 или 18 ноември 1448), дъщеря на Албрехт фон Целкинг († 1349) и Агнес фон Рор или Минция фон Фолкенсторф († 1349). Те имат двама сина:
- Кристоф фон Лихтенщайн († сл. 22 юни 1445), господар на Лихтенщайн и Николсбург, имперски съветник, женен за Анна фон Пуеххайм
- Георг IV фон Лихтенщайн († 1444), господар на Лихтенщайн, женен пр. 14 март 1423 г. за Хедвиг фон Потендорф († 1449/1457)

Вдовицата му Анна фон Целкинг се омъжва втори път път сл. 1418 г. за Рудолф III фон Лихтенщайн-Мурау († 1425/1426), син на Йохан I фон Лихтенщайн-Мурау († 1395) и Анна фон Петау († сл. 1377).